# Fàrnaces II
Farnaces II del Pont i I del Bòsfor (grec antic: Φαρνάκης, Pharnakēs, llatí: Pharnaces) va ser rei del Pont i del Bòsfor Cimmeri. Formava part de la Dinastia Mitridàtica.
Era fill de Mitridates VI Eupator el Gran) que el va designar el seu successor i el va tractar, segons Apià, amb la màxima distinció, tot i que no apareix esmentat fins al final de la vida del rei, quan Mitridates es va refugiar a les províncies del nord de l'Euxí fugint de les forces de Gneu Pompeu Magne.
L'any 63 aC el vell rei era al Bòsfor Cimmeri i preparava una nova guerra contra Roma que havia de portar la lluita a Europa. Farnaces va aprofitar el descontentament que això creava entre les tropes reunides per la guerra, per conspirar contra la vida del seu pare. Es va descobrir el complot però l'exèrcit li va donar suport i es va revoltar al seu favor. Els soldats van proclamar rei a Farnaces i van marxar contra Mitridates, que després de diverses i infructuoses peticions al seu fill per posar fi al conflicte, es va suïcidar.
Immediatament Farnaces va enviar una ambaixada a Gneu Pompeu que era a Síria, i li va oferir la seva submissió, i ostatges en garantia de fidelitat, i va enviar el cos del seu pare a Sinope per posar-lo a la disposició del general romà. Pompeu va acceptar i li va concedir el regne del Bòsfor Cimmeri, donant-li a més amb els títols d'amic i aliat de Roma, segons Apià i Dió Cassi. Durant un temps sembla que Farnaces va romandre satisfet amb la seva situació. Els esdeveniments del regne en els següents anys no es coneixen, excepte que va tenir bones relacions amb alguns grups escites de la rodalia i en canvi va fer la guerra contra d'altres, segons diu Estrabó.
Al cap d'un temps van esclatar diferències amb els romans. Farnaces va atacar la ciutat independent de Fanagòria, que Pompeu havia exclòs expressament del regne concedit a Farnaces, i la va sotmetre probablement el 50 aC. Una mica després va esclatar la guerra civil a Roma entre Juli Cèsar i Gneu Pompeu, i Farnaces va aprofitar per apoderar-se gairebé sense oposició de la Còlquida i l'Armènia Sofene l'any 48 aC, recuperant els dominis del seu pare. Deiotarus II, el rei gàlata que governava Armènia Menor va demanar ajut a Domici Calví, lloctinent de Cèsar a Àsia, suport que li va donar, però el general romà i les forces de Deiotarus van sortir derrotades completament per Farnaces prop de Nicòpolis a Armènia i així Farnaces va poder ocupar tot el Pont, incloent les ciutats d'Amisos i Sinope, i es va proclamar rei amb el nom de Farnaces II.
Havia deixat el govern del Bòsfor a Asandre, que en la seva absència es va revoltar; Farnaces va decidir anar a combatre el rebel, però llavors es va assabentar que s'acostava al Pont el mateix Juli Cèsar. Farnaces va intentar una conciliació i li va enviar missatges de pau i ofertes de submissió amb la intenció de guanyar temps fins que els assumptes de Roma obliguessin Cèsar a marxar, però Juli Cèsar va operar amb gran rapidesa i es va fer inevitable una batalla, la Batalla de Zela, que es va lliurar al costat de Zela, en la qual Farnaces va ser derrotat decisivament.
Farnaces es va escapar amb problemes cap a Sinope amb un reduït cos de cavallers. De Sinope va anar per mar al Bòsfor on va poder reunir un exèrcit d'escites i sàrmates amb els quals va recuperar les ciutats de Teodòsia i Panticapeum, però finalment Asandre el va derrotar i matar, aproximadament l'any 47 aC o potser el 46 aC). Apià diu que va morir lluitant amb valentia i Dió Cassi explica que el van fer presoner i va ser executat.
Tenia quan va morir al tomb de 50 anys i segons Appià havia regnat uns 16 anys. Va deixar diversos fills, entre els quals un de nom Darios que Appià diu que per un temps Marc Antoni va poder establir com a rei del Pont (39 aC a 37 aC). La seva filla Dinamis es va casar amb Polemó I, rei del Pont i del Bòsfor.